# Emil Hölck
Gottfried Emil Hölck (* 12. Februar 1835 in Wilster; † 4. Juni 1916 in Kiel) war ein deutscher Landwirt und Politiker.

## Leben
Als Sohn eines Senators geboren, studierte Hölck nach dem Besuch des Gymnasiums in Glückstadt Rechtswissenschaften in Jena, Heidelberg, Kiel und Berlin. Während seines Studiums wurde er 1853 Mitglied der Jenaischen Burschenschaft auf dem Burgkeller. 1855 war er Gründungsmitglied der Burschenschaft Teutonia zu Kiel, trat dort aber 1856 wegen derer progressistischer Ausrichtung wieder aus. 
Nach seinem Studium arbeitete er ab 1856 als Landwirt und erwarb 1865 das adelige Gut Muggesfelde im Kreis Segeberg. Von 1874 bis 1895 war er für die Nationalliberale Partei Abgeordneter im Provinziallandtag Schleswig-Holstein, wo er ab 1889 den Provinzial-Ausschuss angehörte. 1871 war er Mitbegründer des Heidekulturvereins für Schleswig-Holstein in dessen Vorstand er 1874 gewählt wurde, und in dem er von 1885 bis 1913 fast dreißig Jahre lang als Vorsitzender wirkte.
1891 verkaufte er sein Gut und zog nach Kiel. Er engagierte sich in zahlreichen Vereinen, so war er unter anderem Mitgründer und bis 1902 Präsident des landwirtschaftlichen Genossenschaftsverbandes, der Raiffeisen Hauptgenossenschaft, danach wurde er Ehrenvorsitzender. Er war 1893 Mitglied des Deutschen Landwirtschaftsrates in Berlin. Er war auch an der Gründung der Schleswig-Holsteinischen Landesgenossenschaftsbank beteiligt und von 1895 bis 1916 deren Aufsichtsratsvorsitzender. Den Vorsitz im Aufsichtsrat hatte er auch von 1898 bis 1914 in der Schleswig-Holsteinischen Hauptgenossenschaft inne. 1898 wurde er Landesökonomierat. Er war auch Mitglied der Gesamtsynode des Evangelisch-Lutherischen Konsortiums der Provinz Schleswig-Holstein. Zuletzt lebte er als Privatier in Kiel.